# 올레오칸탈

올레오칸탈

올레오칸탈(영어: oleocanthal)은 페닐레타노이드로서 엑스트라버진 등급의 고품질 올리브유에서 발견되는 일종의 천연 페놀화합물이며, 오일 섭취 시 이 천연 페놀물질로 인해 목에서 작열감이 일어날 수 있다. 또한 올레오칸탈은 화학 구조가 올러유러핀(이 또한 올리브유에서 발견됨)과 연관되는 티로솔에스테르이다. 올레오칸탈은 암세포를 사멸시키는 항암효과 및 항염과 항산화 효과로 의학계의 주목을 받고 있다.

## 항암 효과
올레오칸탈은 생체외 실험에서 다른 세포에 악영향을 미치는 일 없이 다양한 인체 암세포를 제거할 수 있는 것으로 밝혀졌다. 세포가 자멸하는 데는 16~24시간이 필요하지만 올레오칸탈을 사용하면 이 시간이 30분 이내에서 1시간으로 줄어든다. 암세포의 리소좀은 암세포 노폐물의 수용체인데, 올레오칸탈은 암세포 제거 효소를 방출하면서 이 리소좀을 꿰뚫는다. 건강한 세포는 올레오칸탈 투여 시 수명주기가 일시적으로 멈췄지만 24시간 이후에는 정상으로 돌아왔다.
올레오칸탈은 포유류 라파마이신 표적 단백질(mTOR)의 효소 활성을 억제하며(IC50=708nM) 투여량에 비례해서 낮은 마이크로몰 농도로 몇몇 유방암세포계 성장을 방해하는데, 올레오칸탈 요법에 따라 전이성 유방암세포계(MDA-MB-231) 내의 인산화 mTOR 하향조절 효과가 두드러지게 나타난 것으로 밝혀진 바 있다. 이러한 연구 결과는 올레오칸탈이 갖는 것으로 보고된 항암 및 신경 보호 효과에 mTOR 억제가 기여 요인 중 하나로 작용한다는 사실을 크게 시사한다.

## 항염 효과
올레오칸탈은 생체외 실험에서 항염 및 항산화 효과를 갖는 것으로 밝혀졌는데, 전형적 비(非)스테로이드성 항염 제제와 유사하게 올레오칸탈 또한 비선택적 시클로옥시게나아제(COX) 억제제이다. 엑스트라 버진 올리브유를 매일 50g씩(세 큰술 반 넘게) 섭취한다면 올레오칸탈 또한 상당량이 체내에 흡수되는데, 그 생체외 항염 효과는 이부프로펜 성인량의 1/10과 비슷한 수준이다. 따라서 소량을 장기 섭취 시 심장 질환과 알츠하이머병 발생률 감소에도 부분적으로나마 기여할 수도 있다는 목소리가 들려오는데, 해당 질환 발생률 감소와 지중해식 식단이 관련이 있는 것으로도 밝혀진 바 있다.  하지만 올레오칸탈의 흡수와 대사, 체내 분포의 특성이 온전히 분석되지 않은 데다 진술한 생체외 효과가 체내에서 실제로 발현될지도 알려지지 않았다. “이러한 상황을 고려할 때, 식용 올레오칸탈의 생체내 항염 효과는 Beauchamp 등의 가설만큼 유의미할 수는 없을 것 같다."
올레오칸탈은 TRPA1 이온 통로(이부프로펜에 의해 활성화됨)의 활성제인데, 이로 인해 엑스트라 버진 올리브유 섭취 시 작열감이 일어나는 것으로 보인다.
최근 들어서는 염증성 및 퇴행성 관절 질환 치료제로서의 활용 가능성도 밝혀졌다. 올레오칸탈은 세포 활성도에 영향을 주는 일 없이 J774 대식세포 내 LPS 유발 산화질소 생성을 억제하며, 이에 더해 ATDC5 연골세포와 J774 대식세포 내 단백질 합성은 물론 MIP-1α 및 IL-6 mRNA의 발현도 억제된다. 또한 올레오칸탈은 LPS 자극 대식세포의 IL-1β, TNF-α 및 GM-CSF 단백질 합성도 막는다.

## 알츠하이머병 예방 효과
베타아밀로이드 단백질은 알츠하이머병과 관련되는 것으로 밝혀진 바 있는데, 올레오칸탈은 P-글리코프로틴 및 LRP1의 상향조절을 통해 해당 단백질의 누적량도 줄여준다.

## 같이 보기
- 하이드록시티로솔
- 올레우로페인
- 올리브잎